# Igreja de Nossa Senhora da Misericórdia (João Pessoa)
A Igreja de Nossa Senhora da Misericórdia, popularmente Igreja da Misericórdia, é um templo católico localizado no Centro Histórico de João Pessoa, capital do estado brasileiro da Paraíba.

## História
Construída com recursos próprios de Duarte Gomes da Silveira, seu interior abriga uma nave ampla com duas capelas laterais, sendo uma com o ossário e a outra, à esquerda, com o «Morgado do Salvador do Mundo», abrigando a cripta de Gomes da Silveira e de sua esposa.
A construção é tombada pelo IPHAN (Instituto do Patrimônio Histórico e Artístico Nacional) desde 25 de abril de 1938, a igreja é a única em estilo chão remanescente na Paraíba, e outrora era composta pelo complexo da Santa Casa de Misericórdia, pela igreja e por um cemitério.